# محسن فرید
محسن فرید (زاده ۱۳۰۸ در تهران - مرگ ۳۰ تیر ۱۳۹۷ در تهران) یک بازیگر ایرانی بود. او فعالیت هنری را سال ۱۳۲۱ با بازی در نمایش «هزار و یک شب» در کانون کارمندان دولت آغاز کرد. او سینما را بازی در فیلم «مشهدی عباد» در سال ۱۳۳۲ به کارگردانی صمد صباحی تجربه کرد. وی برای نشریات سینمایی از قبیل مرد مبارز نیز قلم می‌زد. وی یکی از هنرمندان رادیو بود که با الهام از "هزار و یک شب "، مجموعه نمایشنامه‌های رادیویی با عنوان "یک شب از هزار و یک شب " را نگاشت و اجرا کرد.

## زندگی‌نامه
محسن فرید در یک خانواده مذهبی در ۲۹ آذر ۱۳۰۸ در یکی از محله‌های بازار تهران زاده شد. تحصیلات خود را تا مقطع دیپلم ادامه داد و در حین تحصیل زبان عربی را در حد کمال آموخت فرید در هنگام تحصیل برای تأمین معیشت کار می‌کرد در سن ۱۸ سالگی کار عکاسی را آغاز کند و در همان زمان انگلیسی را فرا گرفت. در سن ۱۹ سالگی با یکی از هنرمندان تئاتر آن زمان آشنا شد به دعوت او، به یکی از تئاترهای حسن‌آباد رفت همان‌جا بود که صحنه تئاتر، فرید را مجذوب و مبهوت کرد. او صدایی تأثیرگذار داشت و همین ویژگی یکی از انگیزه‌های فعالیت تئاتری او شد. همزمان با فعالیت تئاتری، در رادیو نیرو هوایی آن زمان استخدام شد در رادیو نیروی هوایی بود که یک شب از هزار و یک شب را نوشت و اجرا کرد فرید اولین مبدع داستان شب رادیوست سپس به تئاتر دهقان  و تئاتر نصر واقع در خیابان لاله زار رفت و با مدیران آنجا دربارهٔ فعالیت هنری و توانایی‌های خود صحبت کرد. فرید بازیگری را با تئاتر "دهقان " و "نصر" آغاز کرد و پس از مدتی برنامه "یک شب از هزار و یک شب " رادیو را با نویسندگی و کارگردانی خود روی صحنه برد. اجرای زنده این نمایشنامه هم با استقبال بسیار خوبی مواجه شد از آنجا که فرید دوره عکاسی و فیلمبرداری را در ارتش گذرانده بود، در خیابان شاه رضای سابق مغازه ای فراهم کرد و عکاسی و فیلمبرداری را در کنار کار تئاتر ادامه داد، اما به دلیل نامعلوم عکاسی را رها کرد و در رادیو ایران که در جاده قدیم شمیران واقع شده بود، به اجرای برنامه پرداخت و در کنار آن مدتی هم به کار تلویزیونی مشغول شد. او برای مدتی بیکار شد. پس از آن بیکاری مقطعی، به جمع هنرمندان رادیو واقع در میدان ارک پیوست. در رادیو به صورت پیمانی مشغول به کار شد و همچنان به نویسندگی و کارگردانی پرداخت و در کنار افرادی چون سارنگ، امیرفضلی، بهشتی در داستان‌های شب یا نمایشنامه‌های روزهای جمعه بازی کرد. در اثنای فعالیت جدید خود در رادیو، چند کار زنده تلویزیونی را نیز در کارنامه هنری خویش به ثبت رساند. وی با نوشتن نمایشنامه "سندباد" بار دیگر استعدادهای خویش را به ظهور رساند. ۳ سال پس از پیروزی انقلاب، به صورت رسمی در رادیو استخدام شد. تا سال ۱۳۶۵ به فعالیت هنری خود در رادیو ادامه داد؛ در همان زمان دچار بیماری افسردگی شد بستگانش درگذشت مادر و شکست در زندگی مشترک را دلیل شروع این بیماری می‌دانستند همسر دوم فرید می‌گوید: به مادرش وابستگی شدیدی داشت و همیشه می‌گفت بعد از خدای احد و واحد، خدای روی زمین من مادرم است. روزها را با گوش دادن به اجراهای رادیویی پیشین خود سپری می‌کرد ناراحتی کبد و ریه نیز بر افسردگی او افزود تا هر چه بیشتر تلاشهای اطرافیان را برای از بین بردن افسردگی او، بی ثمر کند مرداد ۱۳۶۵ برای درمان به خارج از کشور سفر کرد ابتدا به انگلستان رفت و سپس راهی آمریکا شد؛ فرید در سال ۱۳۷۲ در خارج از ایران درگذشت.

## فیلمشناسی

### سینمایی
- از پاریس برگشته (۱۳۳۸)
- لیلی و مجنون (۱۳۳۵)
- طلسم شیطان (۱۳۳۵) کارگردانی و نویسندگی با همکاری سالار عشقی
- خسیس (۱۳۳۴)
- پنجمین ازدواج (۱۳۳۴)
- مشهدی عباد (۱۳۳۲)

### نمایش
- سومین شب از هزار و یک شب (افسانه)
- دومین شب از هزار و یک شب (کنیز خوشبخت)
- خرس و پاشا
- ایمان همسایه مزاحم
- هزار و یک شب